# Vivartia
Vivartia este cel mai mare grup alimentar din Grecia.
Compania a fost înființată în anul 2006 prin fuziunea Delta Dairy Products cu alte companii grecești importante din domeniul alimentar, printre care Chipita, Goody's, General Frozen Foods, Delta Dairy și multe alte societăți ce activau pe segmentul mâncărurilor și băuturilor.
Acționarul majoritar al companiei a fost familia Daskalopoulos până când grupul Marfin Investment a cumpărat o participație de 76,89% din Vivartia.
Divizia de înghețată Delta a fost vândută în 2005 către compania Nestle, printr-o tranzacție la nivel internațional.
Grupul operează în prezent 185 de restaurante de tip fastfood Goody's, cele mai multe fiind pe piața din Grecia (178).
Lanțul de cafenele Flocafe operează în 74 de unități în total, din care 71 în Grecia.

## Vivartia în România
Compania este prezentă pe piața românească prin intermediul producătorului de ciocolată și napolitane Cream Line Romania, cel mai cunoscut brand al său fiind Fineti, precum și prin compania Chipita, care produce croissantele ambalate „7 Days" și snacksurile „Bake Rolls".
Cele două companii au avut în 2007 afaceri cumulate de 60 milioane euro și un număr total de 800 de angajați.
Chipita a avut afaceri de 50 de milioane de euro și 500 de angajați, iar Cream Line Romania a avut o cifră de afaceri 10 milioane de euro și 300 de angajați.
Chipita activează din anul 1999 pe piața românească a croissantelor ambalate și deține în prezent (martie 2009) o cotă de peste 50-60% pe segmentul de profil, cu brandul „7 Days”.
Cream Line este prezentă pe piața românească din 1996 și deține o unitate de producție la Clinceni, județul Ilfov, în apropiere de București, unde produce cremă de ciocolată și alte produse similare.
Cream Line mai deține două unități de producție, în Grecia și Bulgaria.
În România, Vivartia a acordat în franciză marca de restaurant fast-food Everest și marca de cafenele Gloria Jean's Coffee.
În anul 2001, Delta România era cel mai mare producător și distribuitor de înghețată local, iar în anul 2005 avea o cifră de afaceri de 10,4 milioane euro și un număr de peste 340 de angajați.